# Shuto Okaniwa
Shuto Okaniwa (født 16. september 1999) er en japansk fodboldspiller.
Han har spillet for flere forskellige klubber i sin karriere, herunder FC Tokyo.